# ワルツ集 (ブラームス)

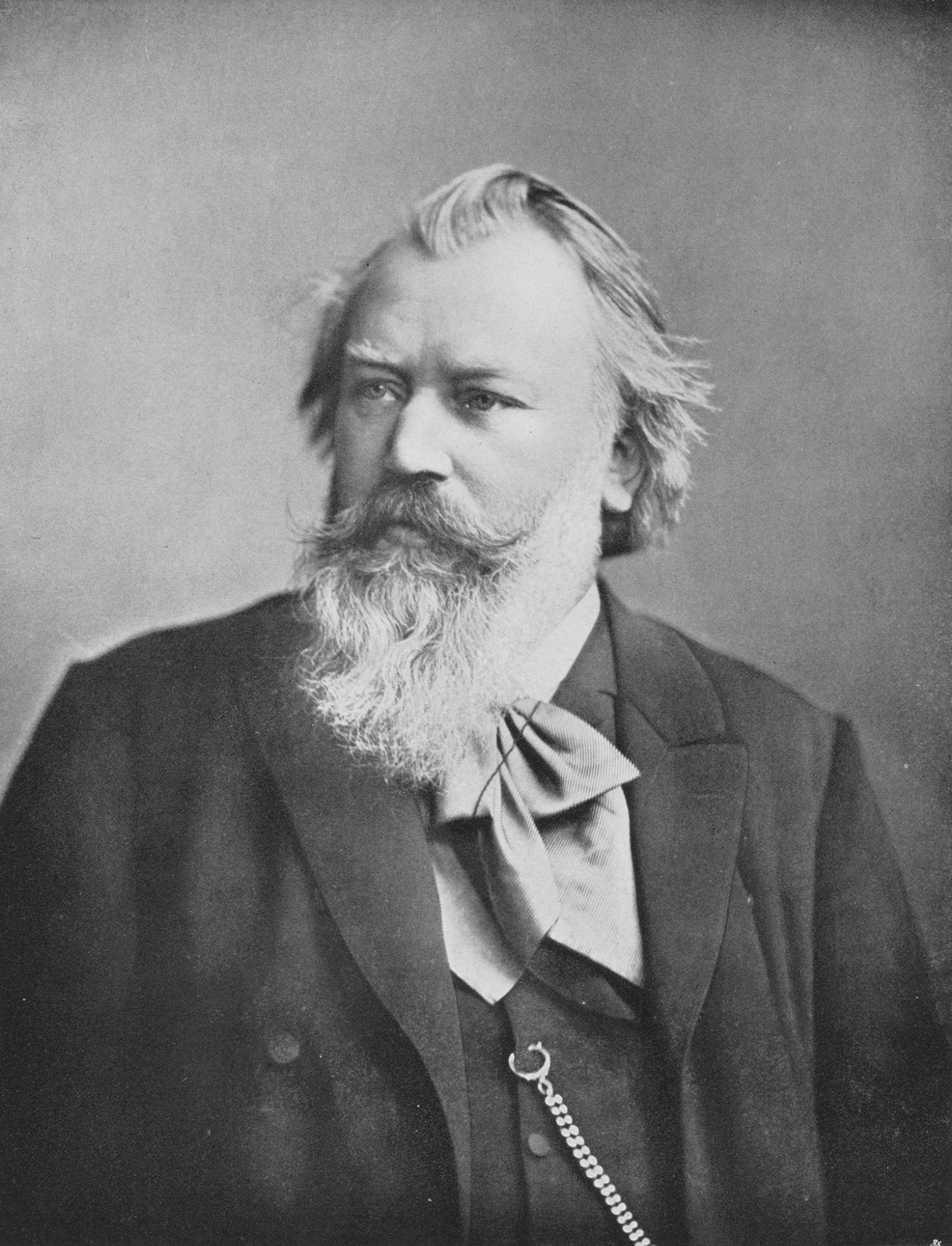
ブラームス

《4手のためのワルツ集（または16のワルツ）》作品39は、ヨハネス・ブラームスによるピアノのための連弾曲集。1865年に出版され、畏友エドゥアルト・ハンスリックに献呈された。
ワルツ第15番は、曲集中で最も有名な楽曲で「愛のワルツ」の愛称で知られる。

## 複数の版の経緯
作曲者自身の見込みに反して、ビーダーマイヤー時代における家庭音楽への需要の高さから、このピアノ連弾曲の楽譜の売上げは非常に好調であった。そのことから、更に独奏でも楽しめるよう、ブラームス自身による独奏版が発表された。しかし、原曲がピアノ連弾であったことから、その独奏版は全般的に音域が広く、声部が多く、跳躍が多いため、演奏が難しいという評判が生まれたため、更に広く一般に親しみやすくする目的で、弾きやすい簡易演奏版の独奏版もブラームス自身によって発表された。また、それとは逆に、ブラームス自身によって楽想が膨らまされた2台ピアノ版（下記のとおり5曲のみ）も発表されている。
ブラームスの全作品の中にあって珍しく意図的に各曲を簡潔に終えていることを感じることができ、性格の異なる種々多様な音楽がスピード感を持って次々と展開されていくため、ショパン「前奏曲集」作品28のブラームス版とでも言えるような、雰囲気の切り換わりこそが愉しみとなるよう意識されている。ワルツと言えども、ウィンナワルツの様式というわけではなく、レントラーに近いもの、リズムが目立ったもの、3拍子を崩した動きが意図されたもの、スラヴ風の愁いを含んだもの、ハンガリー風のにぎやかな曲想をもつもの、子守唄風のもの、夜想曲風のもの等と趣向を凝らしている。簡潔で素朴なうちにも、緊密で明晰な形式感や、音楽的な趣味といったブラームス作品の特徴が凝縮されている。

## 各版の調性の違い
ピアノ連弾版では、16曲全てを通して1つの音楽として演奏されることを意図していることから、前後関係の調性バランスが配慮されている。しかし、ピアノ独奏版では、弾きやすさを優先して、原曲とは異なる調性で書かれた曲がある。2台ピアノ版は、5曲しか書かれておらず、組曲として連続で弾くというより1曲ごとを単独で弾くことが前提とされているため、調性の前後バランスを気にせず調性設定がなされている。
| 番号   | ピアノ連弾版（原曲） | ピアノ独奏版 | ピアノ独奏簡易版 | 2台ピアノ版 |
| ------ | -------------------- | ------------ | ---------------- | ----------- |
| 第1番  | ロ長調               | 原調通り     | 原調通り         | 原調通り    |
| 第2番  | ホ長調               | 原調通り     | 原調通り         | 原調通り    |
| 第3番  | 嬰ト短調             | 原調通り     | 原調通り         | なし        |
| 第4番  | ホ短調               | 原調通り     | 原調通り         | なし        |
| 第5番  | ホ長調               | 原調通り     | 原調通り         | なし        |
| 第6番  | 嬰ハ長調             | 原調通り     | ハ長調           | なし        |
| 第7番  | 嬰ハ短調             | 原調通り     | 原調通り         | なし        |
| 第8番  | 変ロ長調             | 原調通り     | 原調通り         | なし        |
| 第9番  | ニ短調               | 原調通り     | 原調通り         | なし        |
| 第10番 | ト長調               | 原調通り     | 原調通り         | なし        |
| 第11番 | ロ短調               | 原調通り     | 原調通り         | 原調通り    |
| 第12番 | ホ長調               | 原調通り     | 原調通り         | なし        |
| 第13番 | ハ長調               | ロ長調       | 原調通り         | なし        |
| 第14番 | イ短調               | 嬰ト短調     | 原調通り         | 嬰ト短調    |
| 第15番 | イ長調               | 変イ長調     | 原調通り         | 変イ長調    |
| 第16番 | ニ短調               | 嬰ハ短調     | 原調通り         | なし        |

## メディア
第1番 ロ長調

第2番 ホ長調

第3番 嬰ト短調

第4番 ホ短調

第5番 ホ長調

第6番 嬰ハ長調

第7番 ホ長調

第8番 変ロ長調

第9番 ニ短調

第10番 ト長調

第11番 ロ短調

第12番 ホ長調

第13番 ハ長調

第14番 イ短調

第15番 イ長調

第16番 ニ短調